# XVII. Budapester Bezirk
Der XVII. Bezirk der ungarischen Hauptstadt Budapest wird auch Rákosmente genannt. Die Bezeichnung Rákosmente wurde von der örtlichen Selbstverwaltung gewählt. Er ist der östlichste Bezirk der ungarischen Hauptstadt.

## Lage und Daten
Rákosmente ist der flächenmäßig größte Bezirk der Stadt, mehr als 25-mal so groß wie der kleinste Bezirk Belváros-Lipótváros. Im Südwesten grenzt er an den XVIII. Bezirk (Pestszentlőrinc-Pestszentimre), im Westen an den X. Bezirk (Kőbánya) und im Nordwesten an den XVI. Bezirk. Im Süden befinden sich die Orte Ecser und Maglód, der nordöstliche Nachbarort ist Nagytarcsa. Die Bezirksgrenze, die am nächsten am 0-km-Stein liegt, ist 22 km von diesem entfernt. Die große Entfernung vom Zentrum der Stadt schlägt sich in den umgangssprachlichen Namen Rákosborzasztó bzw.  Rákosrettenetes nieder. Die Adjektive borzasztó und rettenetes bedeuten „schrecklich“ bzw. „fürchterlich“. Weiterhin lehnen sich diese Spitznamen daran an, dass viele Stadtteile mit Rákos- beginnen. Die Bezeichnung Rákos leitet sich von dem gleichnamigen Bach ab, der durch den Bezirk fließt. Das Wort rák bedeutet „Krebs“. Die Endung -os ist adjektivierend.
Der XVII. Bezirk setzt sich aus folgenden Stadtteilen zusammen: Akadémiaújtelep, Madárdomb, Rákoscsaba, Rákoscsaba-Újtelep, Rákoshegy, Rákoskeresztúr, Rákoskert, Rákosliget, Régiakadémiatelep. Im Volksmund wird der Namensteil Rákos- oft ausgespart. Es ist beispielsweise die Rede von Csaba oder Keresztúr.
Die Bevölkerungszahl stieg in den 1970er und 1980er Jahren infolge des Wohnungsbaus in Rákoskeresztúr („Gerersdorf“), einem ehemals eigenständigen Ort, der 1950 in die Hauptstadt eingegliedert wurde. Nach dem Jahr 1990 nahm die Bevölkerung im Zuge der einsetzenden Suburbanisierung weiter zu, während die Einwohnerzahl ganz Budapests seit einigen Jahrzehnten rückläufig ist. Im Jahr 2007 überstieg die Zahl in Rákosmente 80.000 Einwohner. In dem früher landwirtschaftlich geprägten Gebiet wurden Wohnparks und Familienhäuser errichtet bzw. ausgebaut.
Der Flughafen Budapest gehört offiziell zum XVIII. Bezirk bzw. zu Vecsés, jedoch berühren die beiden Landebahnen auch das Gebiet von Rákosmente.

## Geschichte
Der Bezirk wurde am 1. Januar 1950 mit der Eingliederung der selbstständigen Großgemeinden Rákoscsaba, Rákoshegy, Rákoskeresztúr und Rákosliget geschaffen.
Aus der Zeit vor der gemeinsamen Geschichte des Bezirks sind v. a. die Orte Rákoscsaba und Rákoskeresztúr zu nennen. Laut mündlichen Überlieferungen durchquerten Hunnen das Gebiet während der Völkerwanderung. Der Ort Rákoscsaba wurde nach Csaba, dem Sohn Attilas benannt, der sich dort mit einer kleineren Gruppe abgespalten haben soll. Auch zahlreiche Straßen- und Platznamen erinnern an diese vermeintlichen Ereignisse. Die erste schriftliche Erwähnung von Rákoskeresztúr stammt aus einer Urkunde des Jahres 1265. Damals trug der Ort den Namen Pousaracusa (bzw. Pósarákosa). Das am heutigen Stadtrand gelegene Rákos-mező war im Mittelalter ein bedeutender Ort. Zwischen 1286 und 1540 wurden dort regelmäßig Nationalversammlungen und Sitzungen des Adels abgehalten.
Nach dem Fall von Buda im Jahr 1541 geriet das gesamte Gebiet bis zur Rückeroberung 1686 unter türkische Herrschaft. Aufgrund der heftigen Kämpfe wurden Rákoscsaba und Rákoskeresztúr beinahe vollständig entvölkert. Daher wurden dort Slawen aus dem damaligen Oberungarn und Deutsche, die sogenannten Donauschwaben angesiedelt. Die Bevölkerung von Rákoscsaba beteiligte sich am Rákóczi-Aufstand gegen die Herrschaft der Habsburger. Rákóczi verbrachte die Nacht vom 4. auf den 5. Juli 1705 in dem Dorf.
Am 29. August 1848 heirateten der Schriftsteller Mór Jókai und die Schauspielerin Róza Laborfalvi in der katholischen Kirche von Rákoscsaba. Béla Bartók lebte von 1911 bis 1920 in Rákoshegy. Weitere Persönlichkeiten, die im Gebiet des heutigen XVII. Bezirks lebten, sind der Musikpädagoge und Komponist Pongrác Kacsóh (* 1873, † 1923), die Schauspielerin Lili Berki, der Schauspieler Gyula Gózon (* 1885, † 1972) sowie der Opernsänger József Gregor (* 1940, † 2006). Heute trägt eine örtliche Schule den Namen des Bassisten.
Im 20. Jahrhundert haben sich die Orte Rákosliget und Rákoshegy von Rákoskeresztúr abgespalten. Rákosliget wurde 1907 zur Großgemeinde, Rákoshegy im Jahr 1921. Die heutigen Stadtteile Rákoskert, der früher zu Rákoscsaba gehörte, und Madárdomb waren dagegen nie selbstständig. Letzterer wurde erst 1984 gebaut. Im Rahmen der Verstädterung in den 1970er Jahren entstanden große Plattenbauten. Dabei wurde der dörfliche Charakter des Zentrums von Rákoskeresztúr zerstört und die veraltete Infrastruktur den Erfordernissen der drastisch gestiegenen Einwohnerzahl angepasst. Die Modernisierung der Verkehrswege kam der schnellen Entwicklung des Bezirks nicht nach. Noch heute befinden sich die meisten Feldwege der Stadt in Rákosmente.

## Geographie
Obwohl der XVII. Bezirk in der Pester Ebene (Pesti-síkság) liegt, die bereits dem Alföld angehört, ist das Gelände sehr hügelig und erreicht etwa dieselbe Höhe wie der Gellértberg (235 m). Die Topographie schlägt sich in den Namen mancher Stadtteile nieder, wie z. B. Rákoshegy (hegy bedeutet „Berg“) oder Madárdomb (domb bedeutet „Hügel“).
Im Bezirk befindet sich auch ein Teil des Merzse-Sumpfes. Das geschützte Sumpfgebiet nimmt eine Fläche von 27 ha ein und ist einer der wenigen weitgehend unberührten natürlichen Lebensräume innerhalb der Stadtgrenzen von Budapest. Es gibt vier Arten von Farnen, 131 Arten zweikeimblättriger sowie 51 Arten einkeimblättriger Pflanzen. Zu den dort lebenden Vögeln gehören die in Ungarn geschützten Arten Graureiher und Turmfalke.

## Verkehr
Der XVII. Bezirk wird in Ost-West-Richtung von der Hauptstraße Pesti út, die Teil der 31-es főút ist, durchquert. Sie stellt die wichtigste Verbindung ins Stadtzentrum von Budapest sowie stadtauswärts Richtung Maglód und Jászberény dar. Die anderen Nachbargemeinden und -bezirke sind über Nebenstraßen erreichbar. Am östlichen Rand des Bezirks besteht über die beiden Anschlussstellen Pécel und Jászberény Moglód Rákoskeresztúr Anschluss an den 2008 eröffneten Abschnitt der Budapester Ringautobahn M0.
Rákosmente ist der einzige Budapester Bezirk, der weder an das Metró- und HÉV- noch an das Straßenbahnnetz angeschlossen ist. Der öffentliche Nahverkehr wird daher von zahlreichen Buslinien der BKV sowie zwei Bahnlinien gewährleistet. Von der Innenstadt aus ist der XVII. Bezirk mit Bussen von den Metroendstationen Kőbánya-Kispest (Linie M3) und Örs vezér tere (Linie M2) erreichbar, einzelne Buslinien verkehren aber auch direkt von und nach Buda. Die zentrale Bushaltestelle Rákoskeresztúr városközpont befindet sich an der Kreuzung Pesti út/Ferihegyi út und dient auch als Anschlusspunkt für Busse in die Vororte Ecser, Maglód, Gyömrő und Pécel.
Durch den Bezirk verlaufen die Bahnstrecken Budapest–Salgótarján (Kursbuchstrecke 80) im Norden und Rákos–Újszász (Kursbuchstrecke 120) im Süden, an denen fünf Personenbahnhöfe von Regionalzügen bedient werden. Dies sind die Stationen Rákosliget, Rákoscsaba-Újtelep und Rákoscsaba in Richtung Hatvan und die Stationen Rákoshegy und Rákoskert in Richtung Újszász. Sie werden im Takt von 20 bis 30 Minuten vom Bahnhof Budapest-Keleti aus bedient.

## Kommunale Selbstverwaltung
Bei den Kommunalwahlen von 1990 ging der Bund Freier Demokraten (SZDSZ) als Sieger hervor und stellte den Bürgermeister József Dóczy. Bis 1998 wurde der Bezirk von SZDSZ-Bürgermeistern regiert. Erst nach der Wahl 1998 wurde Katalin Molnár Devánszkyné von der Sozialistischen Partei (MSZP) Bürgermeisterin. Im Jahr 2002 trat Attila Hoffmann, ebenfalls von der MSZP deren Nachfolge an.
Zur Wahl am 1. Oktober 2006 änderte sich die Zusammensetzung des Gemeindeparlaments. Seither ist Levente Riz vom Ungarischen Bürgerbund (Fidesz) Bürgermeister und gleichzeitig Vorsitzender des mit ihm 29 Mitglieder starken Gremiums. Bei einer Wahlbeteiligung von 53,92 % wurde folgendes Ergebnis erzielt:
| Kandidat für das Amt des Bürgermeisters | Partei      | Zahl der erhaltenen Stimmen | Ergebnis in Prozent |
| --------------------------------------- | ----------- | --------------------------- | ------------------- |
| Levente Riz                             | Fidesz-KDNP | 15.763                      | 44,54 %             |
| Attila Hoffmann                         | MSZP-SZDSZ  | 15.440                      | 43,63 %             |
| Gergő Fachet                            | IRE         | 1.817                       | 5,13 %              |
| Farkas Tibor                            | MDF         | 976                         | 2,76 %              |
| Tamásné Marschalkó                      | FPSZ        | 793                         | 2,24 %              |
| István Andráska                         | ASZ         | 599                         | 1,69 %              |

* ASZ = Aranyhegyi Szövetség („Bund Aranyhegy“); FPSZ = Független Polgárok Szövetsége („Bund parteiunabhängiger Bürger“); IRE = Itthon Rákosmentén Egyesület („Vereinigung Zuhause in Rákosmente“) 
Die Verteilung der Volksvertreter nach Organisation setzt sich folgendermaßen zusammen:
|  | Liste       | Zahl der Repräsentanten | Zusammensetzung des Gemeindeparlaments | Zusammensetzung des Gemeindeparlaments | Zusammensetzung des Gemeindeparlaments | Zusammensetzung des Gemeindeparlaments | Zusammensetzung des Gemeindeparlaments | Zusammensetzung des Gemeindeparlaments | Zusammensetzung des Gemeindeparlaments | Zusammensetzung des Gemeindeparlaments | Zusammensetzung des Gemeindeparlaments | Zusammensetzung des Gemeindeparlaments | Zusammensetzung des Gemeindeparlaments | Zusammensetzung des Gemeindeparlaments | Zusammensetzung des Gemeindeparlaments | Zusammensetzung des Gemeindeparlaments |
|  | ----------- | ----------------------- | -------------------------------------- | -------------------------------------- | -------------------------------------- | -------------------------------------- | -------------------------------------- | -------------------------------------- | -------------------------------------- | -------------------------------------- | -------------------------------------- | -------------------------------------- | -------------------------------------- | -------------------------------------- | -------------------------------------- | -------------------------------------- |
|  | Fidesz-KDNP | 14                      |                                        |                                        |                                        |                                        |                                        |                                        |                                        |                                        |                                        |                                        |                                        |                                        |                                        |                                        |
|  | MSZP-SZDSZ  | 12                      |                                        |                                        |                                        |                                        |                                        |                                        |                                        |                                        |                                        |                                        |                                        |                                        |                                        |                                        |
|  | IRE         | 2                       |                                        |                                        |                                        |                                        |                                        |                                        |                                        |                                        |                                        |                                        |                                        |                                        |                                        |                                        |

Seit Oktober 2008 sind folgende Fraktionen vertreten:
|  | Fraktion                                      | Zahl der Repräsentanten | Zusammensetzung des Gemeindeparlaments | Zusammensetzung des Gemeindeparlaments | Zusammensetzung des Gemeindeparlaments | Zusammensetzung des Gemeindeparlaments | Zusammensetzung des Gemeindeparlaments | Zusammensetzung des Gemeindeparlaments | Zusammensetzung des Gemeindeparlaments | Zusammensetzung des Gemeindeparlaments | Zusammensetzung des Gemeindeparlaments | Zusammensetzung des Gemeindeparlaments | Zusammensetzung des Gemeindeparlaments | Zusammensetzung des Gemeindeparlaments |
|  | --------------------------------------------- | ----------------------- | -------------------------------------- | -------------------------------------- | -------------------------------------- | -------------------------------------- | -------------------------------------- | -------------------------------------- | -------------------------------------- | -------------------------------------- | -------------------------------------- | -------------------------------------- | -------------------------------------- | -------------------------------------- |
|  | Fidesz                                        | 12                      |                                        |                                        |                                        |                                        |                                        |                                        |                                        |                                        |                                        |                                        |                                        |                                        |
|  | MSZP                                          | 6                       |                                        |                                        |                                        |                                        |                                        |                                        |                                        |                                        |                                        |                                        |                                        |                                        |
|  | SZDSZ                                         | 3                       |                                        |                                        |                                        |                                        |                                        |                                        |                                        |                                        |                                        |                                        |                                        |                                        |
|  | IRE                                           | 2                       |                                        |                                        |                                        |                                        |                                        |                                        |                                        |                                        |                                        |                                        |                                        |                                        |
|  | KDNP-MIÉP                                     | 2                       |                                        |                                        |                                        |                                        |                                        |                                        |                                        |                                        |                                        |                                        |                                        |                                        |
|  | MSZDP (Ungarische Sozialdemokratische Partei) | 2                       |                                        |                                        |                                        |                                        |                                        |                                        |                                        |                                        |                                        |                                        |                                        |                                        |
|  | Unabhängige                                   | 1                       |                                        |                                        |                                        |                                        |                                        |                                        |                                        |                                        |                                        |                                        |                                        |                                        |

Im Gemeindeparlament stellt Fidesz, mit 13 Mitgliedern incl. des Bürgermeisters, zusammen mit den Fraktionen von KDNP und MIÉP die Mehrheit. Meist unterstützt die Mehrheit auch den Vertreter der Unabhängigen. Die Fraktion der MSZDP wurde von ehemaligen Mitgliedern der MSZP-Fraktion gegründet. Der Vertreter der Unabhängigen ist ehemaliges Mitglied der SZDSZ-Fraktion. Er leitet auch einen kommunalen Kindergarten.

## Sehenswürdigkeiten und Kultur
Im 17. Bezirk befindet sich das einzige Kammertheater von Budapest, das Gózon Gyula Kamaraszínház, über ein eigenes Kino verfügt Rákosmente jedoch nicht. Nach dem Regimewechsel wurden alle Kinos im Bezirk wegen mangelnder Rentabilität geschlossen. Das nächstgelegene Kino befindet sich im Sugár Center am Örs vezér tere. In jedem Stadtteil gibt es ein Gemeindezentrum, wo kulturelle Ereignisse wie Konzerte und Festivals stattfinden. Diese werden auch oft in der Umgebung der Zentren veranstaltet, beispielsweise an nahgelegenen Sport- oder Spielplätzen.
Es gibt ein Museum mit einer ständigen Ausstellung des Keramikkünstlers Árpád Csekovszky in dessen ehemaligen Wohnhaus. Auch der zeitweilige Wohnsitz von Béla Bartók ist heute ein Denkmal. Das gilt auch für das Renée-Erdős-Haus, das heute die Lokalhistorische Sammlung beherbergt. Das barocke Podmaniczky-Vigyázó-Schloss in Rákoskeresztúr, stammt aus dem Jahr 1760. Weitere Sehenswürdigkeiten sind das ehemalige Freibad von Rákoscsaba und die Bogáti-Hajdú-Villa, das auch das sinkende Schloss (süllyedő kastély) genannt wird. Der Stil der auf feuchtem Untergrund erbauten Villa erinnert an Schlösser an der Loire. Schließlich ist noch das an den Vertrag von Trianon erinnernde Denkmal im Volkspark (Népkert) zu nennen.

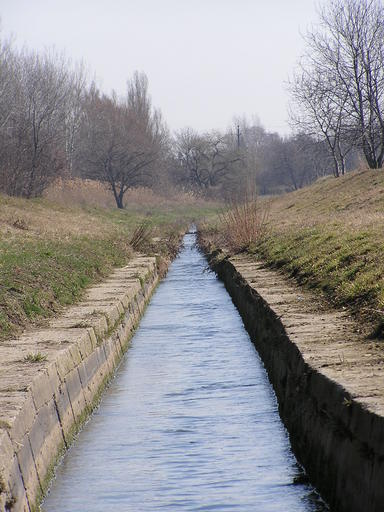
Der Rákos-Bach

Zu den natürlichen Sehenswürdigkeiten gehören der Merzse-Sumpf, der Rákos-Bach und der Naplás-See sowie die Wälder der Umgebung. Das Ufer des Rákos-Bachs ist überwiegend betoniert. Das Wasser und das Flussbett sind an vielen Stellen verschmutzt.

### Kirchen
| - Pfarrkirche Johannes von Nepomuk in Rákoscsaba (Denkmal) - Pfarrkirche Kreuzerhöhung in Rákoskeresztúr (Denkmal) - Baptisten-Gebetshaus in Rákoscsaba - Reformierte Kirche in Rákoscsaba - Reformierte Kirche in Rákosliget - Pfarrkirche Madonna der Ungarn (Magyarok Nagyasszonya) in Rákosliget - Baptistenkirche in Rákoshegy - Evangelische Kirche in Rákosliget - Reformiertes Gebetshaus in Rákoshegy |  | - Pfarrkirche Therese von Lisieux in Rákoshegy - Pfarrkirche Elisabeth von Thüringen in Rákoscsaba-Újtelepi - Evangelische Kirche in Rákoshegy - Evangelische Kirche in Rákoscsaba - Evangelische Kirche in Rákoskeresztúr - Griechisch-katholische Kirche in Rákoskeresztúr (Istenszülő oltalma) - Reformierte Kirche in Rákoskeresztúr - Kirche des Apostels Paulus in Rákoskeresztúr-Madárdomb |  |  |

### Medien
In Rákosmente gibt es einen eigenen Radiosender, Rádió 17. Außerdem erscheint im Abstand von zwei Wochen die Zeitung der Kommunalverwaltung Hírhozó. Monatlich erscheinende Zeitschriften sind z. B. Rákosmenti Miújság, Helyi Hírek, Helyi Théma, Tizenhetedik oder Rákosvidék.

### Statuen
Das Hősök Emlékműve („Heldendenkmal“) von Zsigmond Kisfaludy Stróbl befindet sich in Rákoskeresztúr neben der Kirche in der Pesti út. Eine weitere Statue ist der A távolba néző munkás („In die Ferne blickender Arbeiter“). Die zwei Meter hohe Kalksteinstatue von László Molnár aus dem Jahr 1953 wurde 1974 nach Rákoshegy gebracht. Dort steht sie an der Ecke Szabadság út-Baross út vor der Bahnstation.

## Persönlichkeiten
| - Béla Bartók - Ákos Buzsáky, Fußballer - Árpád Csekovszky - Renée Erdős - Árpád Galgóczy, Dichter und Übersetzer - Gyula Gózon - József Gregor (* in Rákosliget) |  | - Alajos Kálmán, Chemiker und Mitglied der MTA tagja (* in Rákoskeresztúr) - György Kiss, Bildhauer, Maler und Träger des Mihály-Munkácsy-Preises - Marianne Krencsey, Schauspielerin - Vilmos Lázár und Zoltán Lázár, Weltmeister im Rennen mit Pferdewagen - Endre Mányoky Journalist |  | - István S. Nagy Liedtexter - Kristóf Nyíri Philosoph - Gyula Radnai Physiker - Elemér Ragályi - Ferenc Vigyázó - Gábor Zavadszky, Fußballer |  |  |

## Ehrenbürger
| - 1996 – Albert Bartók, Lokalhistoriker - 1996 – Árpád Csekovszky (posthum) - 1997 – Alajos Kálmán - 1999 – Vilmos Lázár und Zoltán Lázár - 2000 – Márk Tivadar, Kostümdesigner | - 2001 – József Gregor, Opernsänger - 2002 – László Bényi, Maler - 2002 – József Fachet, Professor für Medizin und Krebsforscher - 2003 – József Ács, Bildhauer - 2004 – Loránd Bereczky, Kunsthistoriker - 2005 – Pál Szekeres, Anführer des Widerstands in Rákoshegy (posthum) | - 2005 – Árpád Galgóczy - 2006 – Rafael Hernádi - 2006 – Gábor Zavadszky (posthum) - 2007 – Tibor Bitskey, Theaterkünstler |

## Partnerstädte
- Gyergyószentmiklós, Rumänien

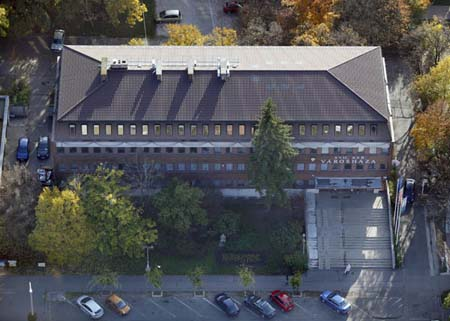
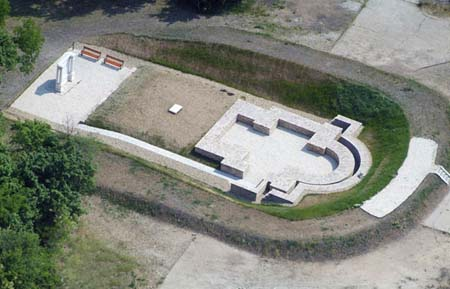
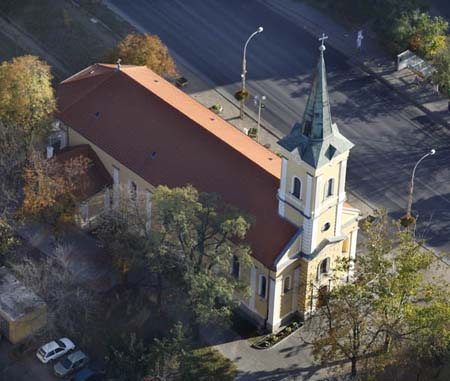
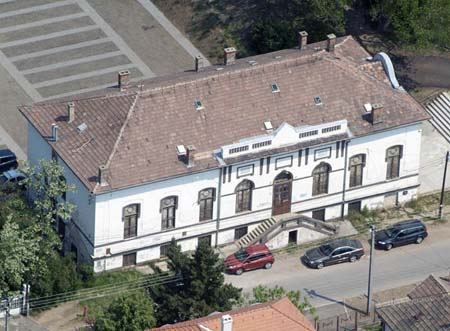
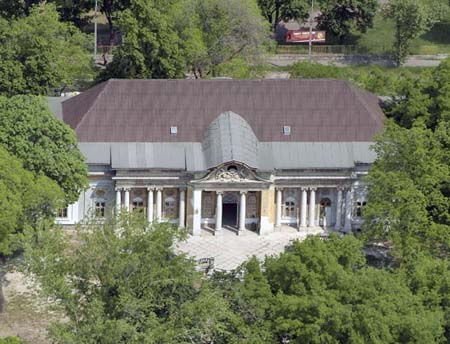
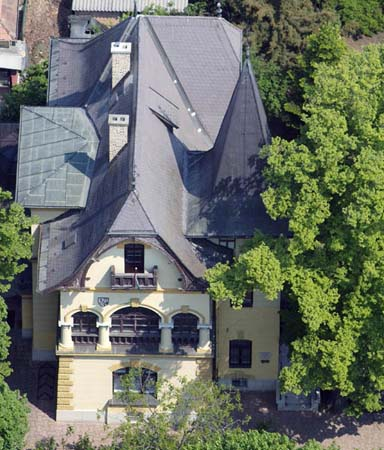
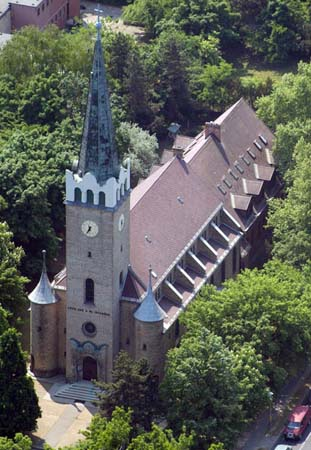
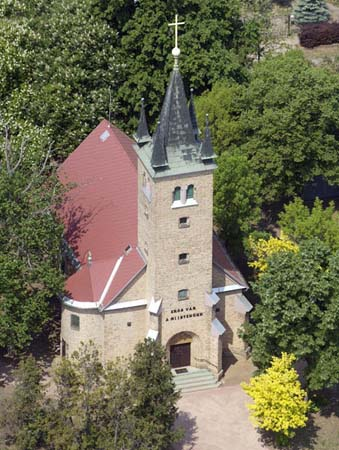
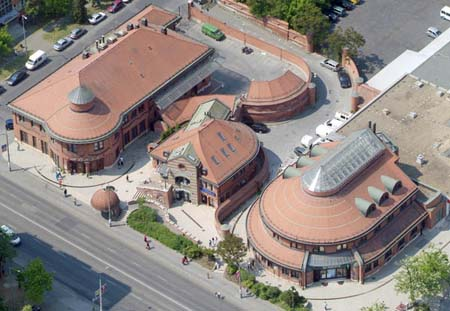

- Lovran, Kroatien
- Dukla, Polen[4]